# Prix littéraire du Monde
Le prix littéraire du Monde est remis annuellement depuis 2013 par le quotidien français Le Monde au début du mois de septembre à un roman paru à la rentrée littéraire.

## Historique du prix
Le lauréat du prix est désigné par un jury composé de journalistes – littéraires du Monde des livres, culturels ou d'autres rédactions – présidé par le directeur du journal.

## Liste des lauréats du prix
| Année |  | Auteur               | Ouvrage                        | Éditeur (xe fois) | Notes                                                                      |
| ----- |  | -------------------- | ------------------------------ | ----------------- | -------------------------------------------------------------------------- |
| 2013  |  | Yasmina Reza         | Heureux les heureux            | Stock             | Un « prix étranger » avait aussi récompensé Kevin Powers pour Yellow Birds |
| 2014  |  | Emmanuel Carrère     | Le Royaume                     | P.O.L             |                                                                            |
| 2015  |  | Agnès Desarthe       | Ce cœur changeant              | L'Olivier         |                                                                            |
| 2016  |  | Ivan Jablonka        | Laëtitia ou la Fin des hommes  | Seuil             | également prix Médicis et prix des prix littéraires                        |
| 2017  |  | Alice Zeniter        | L'Art de perdre                | Flammarion        | également prix Goncourt des lycéens                                        |
| 2018  |  | Jérôme Ferrari       | À son image                    | Actes Sud         |                                                                            |
| 2019  |  | Cécile Coulon        | Une bête au paradis            | L'Iconoclaste     |                                                                            |
| 2020  |  | Francesca Serra      | Elle a menti pour les ailes    | Anne Carrière     |                                                                            |
| 2021  |  | Jean-Claude Grumberg | Jacqueline Jacqueline          | Seuil             |                                                                            |
| 2022  |  | Mathieu Belezi       | Attaquer la terre et le soleil | Le Tripode        |                                                                            |
| 2023  |  | Neige Sinno          | Triste tigre                   | Éditions P.O.L    | également prix Femina et prix Goncourt des lycéens                         |
| 2024  |  | Maryline Desbiolles  | L'Agrafe                       | Sabine Wespieser  |                                                                            |